# Kostel svatého Karla Boromejského (Varnsdorf)
Kostel svatého Karla Boromejského je jedním z pěti kostelů ve Varnsdorfu. Od roku 1958 je chráněn jako kulturní památka České republiky.

## Dějiny

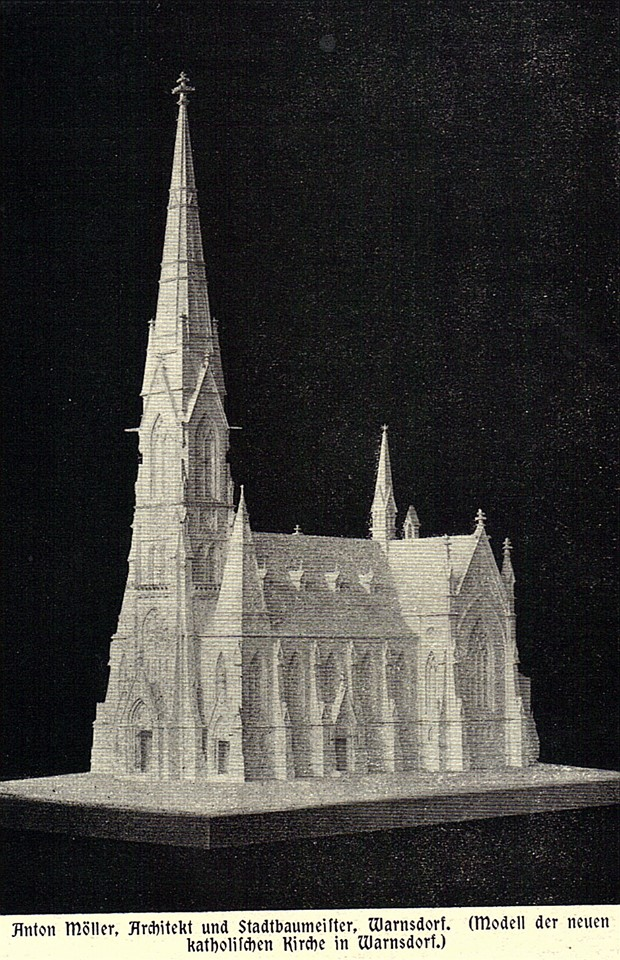
Model katolického kostela sv. Karla Boromejského ve Varnsdorfu

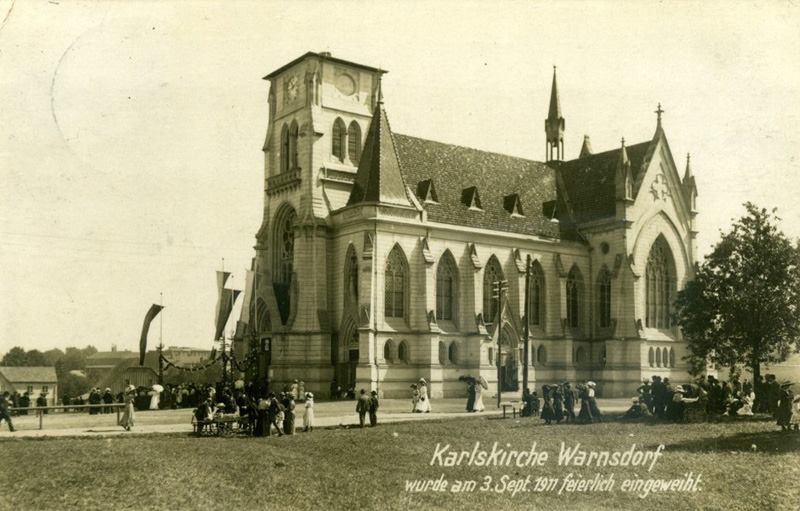
Fotografie z 3. září 1911 – dne vysvěcení kostela

Jeho základní kámen byl položen 23. května 1904. Stavba podle projektu místního architekta Antona Möllera probíhala velmi rychle: ještě téhož roku dosáhla do výše oken. Pak se postup stavebních prací poněkud zpomalil. Kostel byl vysvěcen 3. září 1911. Jeho hlavní věž nebyla v souvislosti s první světovou válkou dokončena, ve Varnsdorfu a okolí je tak znám jako „kostel bez věže“.
Po roce 1945 využívání kostela kleslo a začal chátrat. Roku 1992 zde byl nicméně instalován největší zvon zvonařské dílny rodiny Dytrychovy v České republice, a to 2550 kg těžký zvon sv. Kříže, Barnabáše a Alexeje. 
Farní budova, která byla postavena až za první republiky, sloužila po druhé světové válce jako mateřská škola.
Podél západní hranice pozemku zahrady kostela se nachází křížová cesta. Má 10 sloupků zastavení (I-X) a umělý kamenný pahorek, který spojuje zastavení XI, XII (Kalvárie), XIII a Boží hrob (XIV). Kamenná zastavení jsou od stavitele Franze Egera.

## Bohoslužby
Pravidelné bohoslužby se v kostele nekonají.